# Personen des Buddhismus
Die Liste der Personen des Buddhismus bietet eine Aufzählung von für den Buddhismus bedeutenden Persönlichkeiten.

## Historische Persönlichkeiten und Gründer von Schulen
- Siddhartha Gautama (auch Gautama Buddha, Buddha Shakyamuni), der historische Buddha.
- Ananda, Siddharthas Vetter und einer seiner Hauptschüler.
- An Shih Kao, ein Mönch aus dem Partherreich und der erste bekannte Missionar in China, 148 n. Chr.
- Asanga, buddhistischer Philosoph.
- Atisha, indirekt der Gründer der Gelug-Schule des Tibetischen Buddhismus
- Baizhang Huaihai, Meister des Meditationsbuddhismus (Chan).
- Bankei Eitaku, japanischer Zen-Meister  der Rinzai-Schule.
- Bodhidharma, legendärer erster Patriarch des Chan in China.
- Buddhaghosa (Theravada Kommentator)
- Chandrakirti, indischer Philosoph des Mahayana-Buddhismus.
- Dharmakirti, buddhistischer Philosoph und Logiker.
- Dharmaraksa, ein Yueh-Chih buddhistischer Mönch, der erste bekannte Übersetzer des Lotos-Sutra in das Chinesische.
- Dharmaraksita, ein griechischer buddhistischer Missionar des Kaisers Ashoka und Lehrer von Nagasena.
- Dogen Zenji, Gründer des Soto Zen, basierend auf der chinesischen Caodong Tradition.
- Dragpa Gyeltshen (1147–1216), einer der „Fünf Ehrwürdigen Meister“, welche die Sakyapa-Tradition begründete.
- Eisai (12. Jahrhundert), japanischer Mönch, welcher nach China reiste und zurückkehrte, um die japanische Rinzai-Schule des Zen zu gründen.
- Fazang, buddhistischer Patriarch und Gelehrter.
- Faxian, Übersetzer und Pilger.
- Garab Dorje, der erste menschliche Lehrer, des Dzogchen der Nyingma-Tradition.
- Gampopa Dagpo Lhaje, ein Student von Jetsün Milarepa und Gründer der Karma Kagyü Linie des Tibetischen Buddhismus.
- Gendün Drub (1391–1475), der erste Dalai Lama.
- Gendün Gyatsho (1475–1542), der zweite Dalai Lama.
- Gihwa (1376–1433), Koreanischer Seon Mönch; schrieb Kommentare zum Diamant Sutra und zum Sutra der Vollkommenen Erleuchtung.
- Hakuin Ekaku (1686–1769), Rinzai Zen.
- Honen, Gründer der japanischen Jōdo-shū-Schule (Reines Land).
- Huangbo Xiyun, chinesischer Chan-Meister und Wegbereiter des Linji-Chan und des Rinzai-Zen.
- Huineng, 6. Patriarch des Zen in China.
- Ingen (17. Jahrhundert), chinesischer Zen-Mönch, Gründer der Obaku Schule des Zen.
- Ippen, Stifter der japanischen Schule des Amidismus Ji-shū.
- Jampel Gyatsho (1758–1804), der achte Dalai Lama.
- Jinul, koreanischer Seon-Mönch (1158–1210); Gründer des modernen koreanischen gong'an Meditations-Systems.
- Jnanagupta, Übersetzer.
- Jnanayasas, Übersetzer.
- Joshu, japanischer Name des bekannten chinesischen Chan Mönchs Zhaozhou Congshen aus dem 9. Jahrhundert
- Karma Pakshi (1204–1283), der 2. Karmapa der Karma-Kagyü-Schule.
- Kelsang Gyatsho (Dalai Lama) (1708–1757), der siebte Dalai Lama.
- Khandro Kalpa Sangmo
- Khedrub Gyatsho (1838–1856), der elfte Dalai Lama.
- Khön Könchog Gyelpo (1034–1102), Begründer der Sakyapa-Tradition
- Khungpo Nyaljor, Gründer der Shangpa Kagyü Linie.
- Kūkai (9. Jahrhundert), japanischer Mönch, Gründer des Shingon.
- Linji (9. Jahrhundert), chinesischer Mönch, Gründer der Linji Zong (Rinzai-Schule) des Zen.
- Lokaksema, ein Mönch aus Kuschana, der erste Übersetzer von Mahayana Schriften in das Chinesische, ca. 180 n. Chr.
- Longchen Rabjam (Longchenpa) (1308–1363), Gelehrter und verwirklichter Meister der Nyingma-Tradition.
- Luipa
- Lungtog Gyatsho (1805–1815), der neunte Dalai Lama.
- Mahakashyapa, ein Schüler des Buddha.
- Mahadharmaraksita, ein buddhistischer Meister zur Zeit des Menander.
- Manjushrimitra, ein großer Mahayanagelehrter aus Nalanda, später Dzogchen-Meister und Schüler von Garab Dorje.
- Marpa Lotsawa (Marpa der Übersetzer, Marpa von Lhobrag), ein Student von Naropa und erster tibetischer Gründer der Kagyü Linie des Tibetischen Buddhismus.
- Jetsün Milarepa, ein Schüler von Marpa Lotsawa und einer der berühmtesten tibetischen Yogis.
- Moggallana, einer der beiden Hauptschüler des Buddha.
- Nagarjuna, einflussreicher indischer buddhistischer Philosoph.
- Nāgasena (2. Jahrhundert v. Chr.), buddhistischer Weiser, der im Milinda Panha vom baktrischen König Milinda über den Buddhismus befragt wird.
- Nagpopa
- Naropa, Tilopas Hauptschüler, Lehrer von Marpa dem Übersetzer und Khungpo Nyaljor.
- Ngawang Lobsang Gyatsho (1617–1682), der fünfte Dalai Lama
- Nichiren, Gründer des Nichiren-Buddhismus.
- Nikkō, japanischer Mönch.
- Obaku Kiun († 850), Chan-Meister und Lehrer von Rinzai Gigen
- Padmasambhava, halblegendärer Gründer der Nyingma-Schule des Tibetischen Buddhismus.
- Chögyel Phagpa (1235–1279/80), einer der „Fünf Ehrwürdigen Meister“, welche die Sakyapa-Tradition begründeten
- Rechungpa (1084–1161), Schüler des Milarepa
- Rigdzin Gödem (1337–1409), Lama der Nyingma-Tradition
- Rinzai († 866), Begründer der nach ihm benannten Schule des Chan
- Rōben (8. Jahrhundert), japanischer Mönch, lud Simsang nach Japan ein und begründete die Kegon Tradition, basierend auf der Koreanischen Hwaeom-Schule
- Ryokan (18. Jahrhundert), japanischer Zen Mönch und Poet
- Sachen Künga Nyingpo (1092–1158), einer der „Fünf Ehrwürdigen Meister“, welche die Sakyapa-Tradition begründeten
- Saichō (9. Jahrhundert), japanischer Mönch, Gründer der Tendai Tradition, basierend auf der chinesischen Tiantai-Schule
- Sakya Pandita (1182–1251), einer der „Fünf Ehrwürdigen Meister“, welche die Sakyapa-Tradition begründeten
- Senge († 1291), Schüler des Phagspa, erst religiöses Oberhaupt, später Vize-Minister des Yuan-Reiches
- Sanghapala (6. Jahrhundert), Mönch (Mon-Khmer?), welcher viele Texte in die chinesische Sprache übersetzte
- Sariputta (Pali), Shariputra Sanskrit, einer der beiden Hauptschüler des Buddha.
- Shantideva (8. Jahrhundert), Inder.
- Shinran, Gründer der japanischen Reines Land Jōdo-Shinshū-Schule
- Simsang (8. Jahrhundert), koreanischer Mönch, welcher auf die Bitte von Rōben half, Hwaeom nach Japan zu bringen, und dabei die japanische Kegon Tradition gründete.
- Sönam Gyatsho (1543–1588), der dritte Dalai Lama
- Sönam Tsemo (1142–1182), einer der „Fünf Ehrwürdigen Meister“, welche die Sakyapa-Tradition begründeten
- Sri Singha (7. Jahrhundert), Überträger der Dzogchen-Lehren, Meister von Padmasambhava, Vimalamitra und Vairocana
- Takuan Sōhō, Zen-Lehrer und entsprechend der Legende, Mentor des Schwertkämpfers Miyamoto Musashi.
- Thubten Gyatsho (1876–1933), der 13. Dalai Lama
- Tilopa, Empfänger der vier separaten Übertragungen von Nagarjuna, Nagpopa, Luipa, und Khandro Kalpa Sangmo; Naropas Lehrer.
- Thrinle Gyatsho (Dalai Lama) (1857–1875), der zwölfte Dalai Lama
- Tshangyang Gyatsho (1683–1706), der sechste Dalai Lama
- Tsongkhapa (14. Jahrhundert), tibetischer Mönch, Gründer der Gelug-Schule des Tibetischen Buddhismus, basierend auf der Kadam-Tradition.
- Tshülthrim Gyatsho (1816–1837), der zehnte Dalai Lama
- Uisang (7. Jahrhundert), koreanischer Mönch, Gründer der Hwaeom Tradition, basieren d auf der chinesischen Huayan-Schule.
- Vairocana (8. Jahrhundert), Übersetzer buddhistischer Texte vom Sanskrit ins Tibetische, Dzogchen und Nyingma-Lehrer
- Vasubandhu, Mitbegründer der Yogacara-Schule buddhistischer Philosophie.
- Vimalamitra (7./8. Jahrhundert), einer der Überträger des Buddhismus nach Tibet
- Weonhyo (617–668), koreanischer Mönch;, profilierter Kommentator von Mahayana Sutras.
- Wonchuk
- Xuanzang, brachte Yogacara nach China, um die Faxiang-Schule zu gründen, bedeutsamer Pilger, Übersetzer.
- Yì Jìng, Pilger und Übersetzer.
- Yönten Gyatsho (1589–1617), der vierte Dalai Lama; in der Mongolei geboren, der einzige Nicht-Tibeter unter den Dalai Lamas
- Zhaozhou Congshen, berühmter Chan-Meister des 9. Jahrhunderts (siehe Koan Mu).
- Zhiyi, Gründer der Tiantai-Schule
- Zongmi, Tsung-mi; 5. Patriarch der chinesischen Huayan-Schule.

## Historische Herrscher und politische Persönlichkeiten
- Ashoka der Große, Kaiser des Maurya-Reichs des Antiken Indiens.
- Brhadrata, der letzte Herrscher der Maurya-Dynastie.
- Agvan Dorzhiev / Agwan Dorjieff
- Menander (Pali: Milinda; 2. Jahrhundert n. Chr.), ein indo-griechischer König des nordwestlichen Indiens, welcher im Milindapanha den buddhistischen Mönch Nāgasena über den Buddhismus befragte.
- Kanischka, Herrscher von Kuschana.
- Shotoku (574–622), Kronprinz und Regent von Japan.
- Harshavardhana (590–647), indischer Kaiser der zum Buddhismus konvertierte.
- Wu Zetian, einzige Frau, die jemals offiziell chinesischer Kaiser war.
- Jayavarman VII. (1181–1219), König von Angkor (Kambodscha).
- Mongkut, König von Thailand und Gründer des Thammayut Nikaya.

## Moderne Lehrer

### Theravada-/Vipassana-Lehrer
- Ananda Maitreya (1896–1998)
- Ayya Khema (1923–1997), deutsche buddhistische Nonne.
- Ajahn Maha Bua Nyanasampanno (1913–2011)
- Ajahn Brahm (* 1951)
- Ajahn Buddhadasa (1906–1993)
- Ajahn Chah (1918–1992)
- Henepola Gunaratana (* 1927) Bhante (Ehrw.) oder Mahathera
- Dipa Ma (1911–1989), indische buddhistische Meditationslehrerin.
- Satya Narayan Goenka (1924–2013)
- Joseph Goldstein (* 1944), ein US-amerikanischer Lehrer der Vipassana-Meditation.
- Jack Kornfield (* 1945), US-amerikanischer Autor, Lehrer des Buddhismus und der Meditation.
- Ajahn Mun Bhuridatta (Ajahn Man, 1870–1949)
- Somdet Phra Nyanasamvara Suvaddhana (1913–2013), der 19. Oberste Patriarch von Thailand
- Ledi Sayadaw (1846–1923), buddhistischer Mönch in der Theravada-Tradition.
- Mahasi Sayadaw (1904–1982)
- Sharon Salzberg, US-amerikanische buddhistische Autorin und Meditationslehrerin.
- Sayadaw U Pandita (* 1921)
- Ajahn Sumedho (* 1934), US-amerikanischer buddhistischer Mönch, Autor und Abt
- U Ba Khin (1899–1971), Lehrer der Vipassana-Meditation

### Lehrer des Tibetischen Buddhismus
- Kalu Rinpoche (1905–1989)
- Chagdud Trülku (1930–2002)
- Chhimed Rigdzin Rinpoche (1922–2002)
- Chögyam Trungpa (1939–1987)
- Loden Sherab Dagyab Rinpoche
- Dilgo Khyentse Rinpoche (1910–1991)
- Erdini Qoigyijabu (* 1990), 11. Panchen Lama
- Geshe Rabten (1920–1986)
- Gendün Chöphel (1903 oder 1905–1951). Ein tibetischer Mönch und Gelehrter, der alte Tibet zu reformieren trachtete, jedoch an den konservativen Kreise scheiterte.
- Jamyang Khyentse Chökyi Lodrö (1896–1959)
- Jigdal Dachen Sakya (* 1929), Mitbegründer des Sakya Klosters, 41. Generation Sakya, Kopf der Sakya School in den USA
- Karmapa Rangjung Rigpe Dorje (1924–1981)
- Lopön Tsechu Rinpoche (1918–2003)
- Dhardo Rimpoche (1917–1990)
- Chögyal Namkhai Norbu (1938–2018)
- Pema Chödrön (* 1936)
- Reginald Ray
- Tarthang Trülku
- Tendzin Gyatsho, der 14. Dalai Lama
- Thrangu Rinpoche (* 1933)
- Geshe Thubten Ngawang (1932–2003)
- Orgyen Thrinle Dorje (* 1985), als 17. Karmapa inthronisiert.
- Trinley Thaye Dorje (* 1983), als 17. Karmapa inthronisiert.
- Peltrül Rinpoche (1808–1887)
- Phabongkha Dechen Nyingpo (1878–1941)
- Kyabje Thrijang Dorjechang (1901–1981)
- Ling Rinpoche (1903–1983)

### Zen-Lehrer
- Charlotte Joko Beck, US-amerikanische Zen-Lehrerin
- Stefan Bauberger (* 1960), deutscher Jesuit, Physiker, Philosoph, Priester und Zen-Meister
- Missen Michel Bovay (1945–2009), Schweizer Zen-Meister und Autor
- Philippe Rei Ryu Coupey (* 1937), US-amerikanischer Zen-Meister und Autor
- Dainin Katagiri
- Daiun Harada, Roshi (1871–1961)
- Taisen Deshimaru (1914–1982), japanischer Gründer eines Zen-Tempels sowie der AZI und Autor
- Dennis Genpo Merzel, Roshi (* 1944)
- Dorin Genpo
- Muho Nölke, deutscher Zenmeister, Autor und Übersetzer
- Eido Shimano, Roshi
- François-Albert Viallet, Soji Enku Roshi (1908–1977)
- Fumon Shōju Nakagawa, Roshi (* 1947)
- Geri Larkin
- Genro Koudela
- Haku'un Yasutani, Roshi (1885–1973)
- Hsing Yun (* 1927)
- Hsuan Hua (1918–1995)
- Hsu Yun (1840–1959)
- Hakuyu Taizan Maezumi, Roshi (1931–1995)
- Hugo Makibi Enomiya-Lassalle, war ein deutsch-japanischer Jesuit und Zen-Meister.
- Jakusho Kwong, Roshi (* 1935)
- Jan Chozen Bays, Roshi
- Jiyu Kennett, Roshi (1924–1996)
- Joan Halifax, US-amerikanische Ethnologin, Buddhistin und Menschenrechtsaktivistin.
- John Crook (1930–2011)
- John Daido Loori, Roshi
- Kodo Sawaki (1880–1965)
- Kobun Chino, Roshi (1938–2002)
- Kyozan Joshu Sasaki, Roshi (1907–2014)
- Marcel Geisser
- Nyogen Senzaki, Roshi (1876–1958)
- Paul Haller, Roshi
- Philip Kapleau, Roshi (1912–2004)
- Muhō Nölke (* 1968), deutscher Zenmeister, Autor und Übersetzer.
- Robert Aitken, Roshi (1917–2010)
- Sandra Jishu Holmes
- Seung Sahn, Soen Sa (1927–2004)
- Sheng-yen (1931–2009)
- Shunryu Suzuki, Roshi (1904–1971)
- Soyen Shaku, Roshi (1859–1919)
- Tenshin Reb Anderson
- Taisen Deshimaru (1914–1982), japanischer Zen-Meister und Gründer der Gendronnière
- Tetsugen Bernard Glassman, Roshi (1939–2018)
- Thich Thien-An (1926–1980)
- Zentatsu Richard Baker, Roshi
- Zoketsu Norman Fischer

### Verschiedene
- Jack Austin (1917–1993), Herausgeber des Western Buddhist und Pionier des Buddhismus in England
- Armin Gottmann, Leiter des Arya Maitreya Mandala seit 1999
- Karl-Heinz Gottmann, genannt Advayavajra (1919–2007), Nachfolger von Anagarika Govinda als Leiter des Arya Maitreya Mandala bis 1999
- Suma Ching Hai
- Paul Dahlke (1865–1928), Wegbereiter des Buddhismus in Deutschland
- Anagarika Dharmapala (1864–1933)
- Wilhelm Müller (1912–1990), buddhistischer Sozialaktivist
- Natalie Goldberg
- Li Hongzhi (* 1951), Gründer von Falun Gong
- Daisaku Ikeda (1928–2023), Präsident der Soka Gakkai International.
- Willigis Jäger, auch Ko-un Roshi, deutscher Benediktinermönch und Zenmeister.
- Ching Kung (* 1927)
- Nyanaponika Mahathera (Siegmund Feniger) (1901–1994), deutscher Mönch in der Theravada-Tradition
- Nyanatiloka (1878–1957), deutscher Mönch in der Theravada Tradition
- Rudolf Petri (1915–1980), Provinzial des Arya Maitreya Mandala in Südvietnam
- Lu Sheng-yen (* 1945)
- Karl Schmied (1933–2006), buddhistischer Meditationslehrer und Ehrenrat der DBU
- Alfred Weil (* 1951), Vorsitzender der Deutschen Buddhistischen Union 1993 bis 2001
- Sylvia Wetzel (* 1949), Buddhistin und Feministin.
- Cheng Yen (* 1937)
- U Dhammaloka, aus Irland stammender buddhistischer Mönch und Prediger in Asien

## Moderne Gelehrte und Autoren
- Masao Abe (1915–2006)
- Missen Michel Bovay (1944–2009), Schweizer Zen-Meister und Autor
- Bhikkhu Bodhi (* 1944)
- Bhimrao Ramji Ambedkar (1891–1956)
- Stephen Batchelor (* 1953), Autor von säkularen und agnostischen Schriften
- Susan Blackmore
- Thomas Cleary, US-amerikanischer Schriftsteller und Übersetzer.
- Edward Conze (1904–1979)
- Lama Anagarika Govinda (1898–1985)
- Manhae (1879–1944)
- Edward Salim Michael (1921–2006)
- Michael von Brück (* 1949),  deutscher Theologe, Pfarrer, Religionswissenschaftler, Autor, Zen- und Yoga-Lehrer.
- Nakamura Hajime (1911–1999), japanischer Lexikograf, Philosoph, Übersetzer und Schriftsteller.
- Ernö Hetényi (1912–1999)
- Nishida Kitaro (1870–1945), japanischer Philosoph.
- Nishitani Keiji (1900–1990), japanischer Philosoph.
- Karl Eugen Neumann (1865–1915)
- Muhō Nölke  (* 1968), deutscher Zenmeister, Übersetzer und Autor
- Henry Steel Olcott (1832–1907)
- Caroline Augusta Foley Rhys Davids (1857–1942)
- Thomas William Rhys Davids (1843–1922)
- Matthieu Ricard, (* 1946), französischer Mönch, Meditationsforscher, Schriftsteller und Weisheitslehrer
- Scott Shaw (* 1941)
- Gary Snyder (* 1930), US-amerikanischer Schriftsteller und Umweltaktivist.
- Daisetz Teitaro Suzuki (1870–1966), japanischer Autor von Büchern über den Zen-Buddhismus.
- Robert Thurman (* 1941), US-amerikanischer buddhistischer Autor.
- Yin Shun (1906–2005)
- Alan Watts (1915–1973), englischer Religionsphilosoph der östlichen Philosophie.
- Friedrich Zimmermann (Subhadra Bhikschu; 1852–1917)
- Volker Zotz (* 1956), deutsch-österreichischer Philosoph, Religionswissenschaftler, Buddhologe und Autor

## Begründer neuer Bewegungen
- Max Glashoff, langjähriger Vorsitzender der Deutschen Buddhistischen Union
- Anagarika Govinda, Gründer des Ordens Arya Maitreya Mandala (AMM).
- Georg Grimm, mit Karl Seidenstücker, Gründer der Altbuddhistischen Gemeinde
- Geshe Kelsang Gyatsho, Gründer der Neuen Kadampa Tradition (NKT)
- Ole Nydahl, Gründer von Diamantweg
- Sangharakshita, Gründer der Freunde des Westlichen Buddhistischen Ordens (FWBO)
- Karl Seidenstücker, Gründer des Buddhistischen Missionsvereins für Deutschland und mit Georg Grimm der Altbuddhistischen Gemeinde
- Thich Nhat Hanh, Gründer des Intersein-Ordens (Order of Interbeing)